# Molophilus (Molophilus) pennatus
Molophilus (Molophilus) pennatus is een tweevleugelige uit de familie steltmuggen (Limoniidae). De soort komt voor in het Neotropisch gebied.